# فرط التحسس من النمط الأول

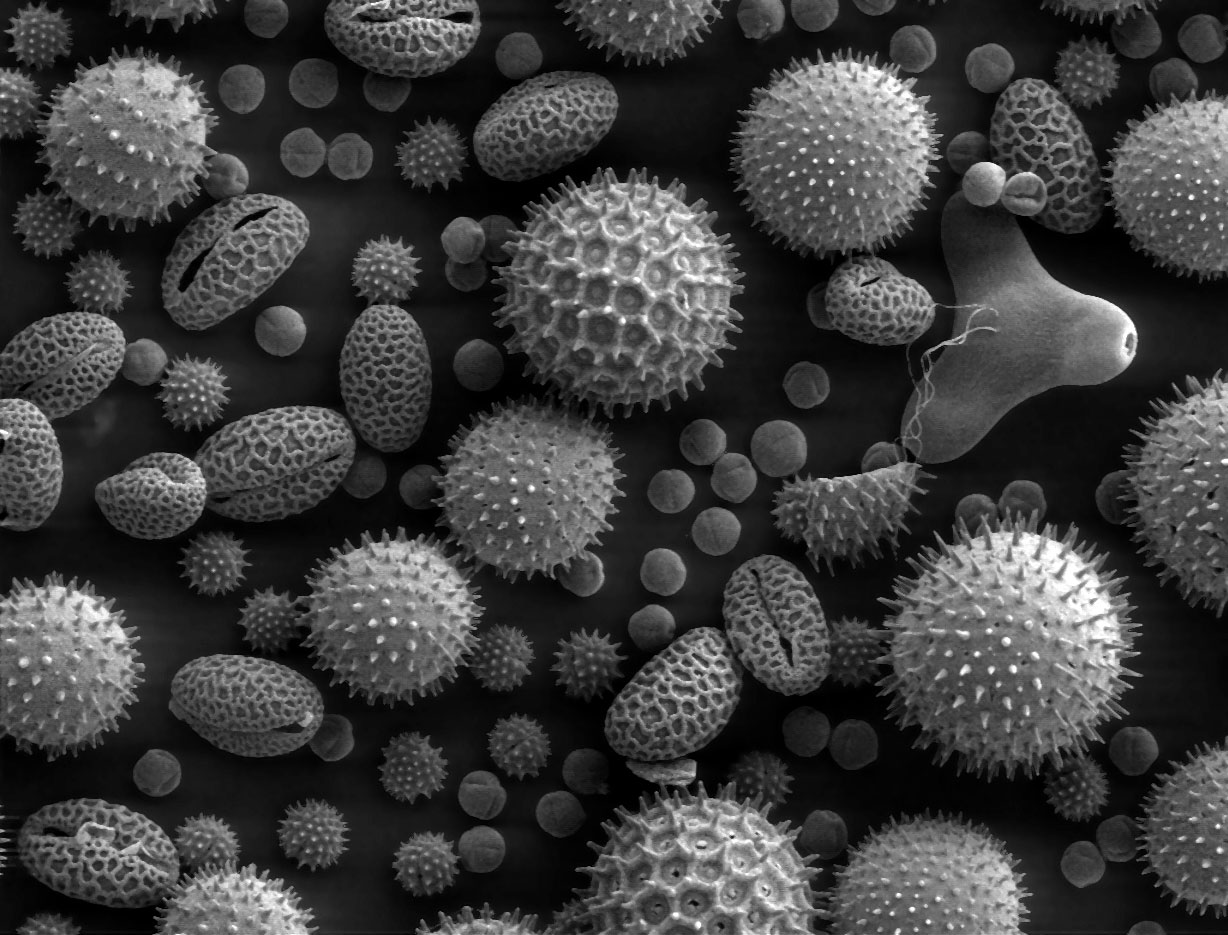
صورة بالمجهر الإلكتروني الماسح لحبوب الطلع، وهي مولدات حساسية شائعة

فرط التحسس من النمط الأول (بالإنجليزية: Type I hypersensitivity)‏ أو فرط التحسس الفوري أو فرط الحساسية المباشر (بالإنجليزية: immediate hypersensitivity)‏ هو رد فعل تحسسي ناتج عن تكرار التعرض لنوع معين من مولدات الضد والتي يُشار إليها كمولدات للحساسية. يُراعى عدم الخلط بين النوع الأول والنوع الثاني أو النوع الثالث أو النوع الرابع، وكذلك عدم الخلط بينه وبين النوع الأول من داء السكري أو النوع الأول من أي مرض أو تفاعل آخر.
يحدث التعرض لمولدات الحساسية عن طريق الابتلاع أو الاستنشاق أو الحقن أو الاتصال المباشر.

## الفسيولوجيا المرضية
يحدث في النوع الأول من فرط الحساسية تحفيز الخلايا البائية (بواسطة الخلايا المساعدة (CD4 + (TH2) لإنتاج الأجسام المضادة الخاصة بمولد الضد. ويكون الفرق بين الاستجابة المناعية الطبيعية والاستجابة في حالة النوع الأول من فرط الحساسية هو أنه في النوع الأول من فرط الحساسية يكون الجسم المضاد غلوبيولين مناعي هـ بدلاً من غلوبيولين مناعي أ أو ج أو م.
يرتبط الغلوبيولين المناعي هـ أثناء التحسس بمستقبلات FcεRI على سطح الخلايا البدينة النسيجية والأوعية القاعدية الدموية. [2] الخلايا الصارية والخلايا القاعدية ويُطلق علي هذه الخلايا اسم خلايا «محسسة». ويتسبب لالتعرّض اللاحق لنفس مولد الحساسية بربط الجلوبيولين المناعي هـ بالخلايا المُحسسة، مما يؤدي إلى زوال الحبيبات التحسسي، والذي يتمثل في الإطلاق الفوري والمتفجّر لمواد نشطة سبق تكوينها وتخزينها في حبيبات، والتوليف المتزامن لمواد (وسطاء) متسببة في الالتهاب تم تكوينها من حمض الأراكيدونيك. تشمل هذه المواد (الوسطاء) كل من الهستامين، اللوكوترايينات (LTC4 و LTD4 و LTB4)، والبروستاغلاندين، والتي تعمل على المستقبلات (مثل المستقبلات المقترنة بالبروتين ج) الموجودة في الأنسجة المحيطة، وينتج عن ذلك بعض الآثار الرئيسية مثل توسع الأوعية وتقلص العضلات الملساء.
يمكن تصنيف النوع الأول من فرط التحسس إلى تفاعل فوري (مباشر) ومتأخر. ويحدث التفاعل المباشر خلال دقائق من التعرض لمولدات الحساسية ويتضمن إطلاق الأمينات النشطة ومواد (الوسطاء) دهنية، في حين يحدث التفاعل المتأخر خلال 2-4 ساعات من التعرض ويتضمن إطلاق السيتوكينات، وقد يكون التفاعل إما محليًا أو نظاميًا. وتختلف الأعراض من تهيج خفيف إلى موت مفاجئ نتيجة صدمة الحساسية.

## العلاج والمآل
يشمل العلاج عادةً الأدرينالين (الإيبينيفرين) ومضادات الهيستامين والكورتيكوستيرويدات.
يمكن أن تحدث صدمة الحساسية في حالة ما إذا تضمن فرط التحسس كامل الجسم، مسببا تفاعل جهازي حاد يمكن أن يكون قاتلاً.

## أمثلة
تشمل بعض الأمثلة:
- الربو التحسسي
- التهاب الملتحمة التحسسي
- التهاب الأنف التحسسي («حمى القش»)
- صدمة الحساسية
- الوذمة الوعائية
- الشرى
- كثرة اليوزينيات
- حساسية البنسلين
- حساسية السيفالوسبورين
- حساسية الطعام